# 黎城街道
黎城街道，原为黎城镇，是中华人民共和国江苏省淮安市金湖县下辖的一个乡镇级行政单位。黎城镇是江苏省淮安市金湖县委、县政府所在地，全县的政治、经济、文化中心，镇辖6个社区居委会，9个行政村，71个村民联组。总人口9.8万人。
2018年7月，撤销黎城镇，设立黎城街道。以原黎城镇所辖区域为黎城街道行政区域，黎城街道办事处驻城中居委会境内，办公地址为跃进路17号。区划代码改为320831001。

## 行政区划
黎城街道下辖以下地区：
闸东社区、劳动桥社区、宋坝桥社区、城中社区、西苑社区、平安路社区、衡阳路区社区、新城社区、郑岗社区、黎城社区、徐梁社区、工农社区、任庄社区、顺河社区、上湾社区、大兴社区、九里社区和黎东社区。